# راینهولتروده
راینهولتروده (به آلمانی: Reinholterode) یک شهر در آلمان است که در آیشسفلد واقع شده‌است. راینهولتروده ۸۰۸ نفر جمعیت دارد.